# 私は弾劾する

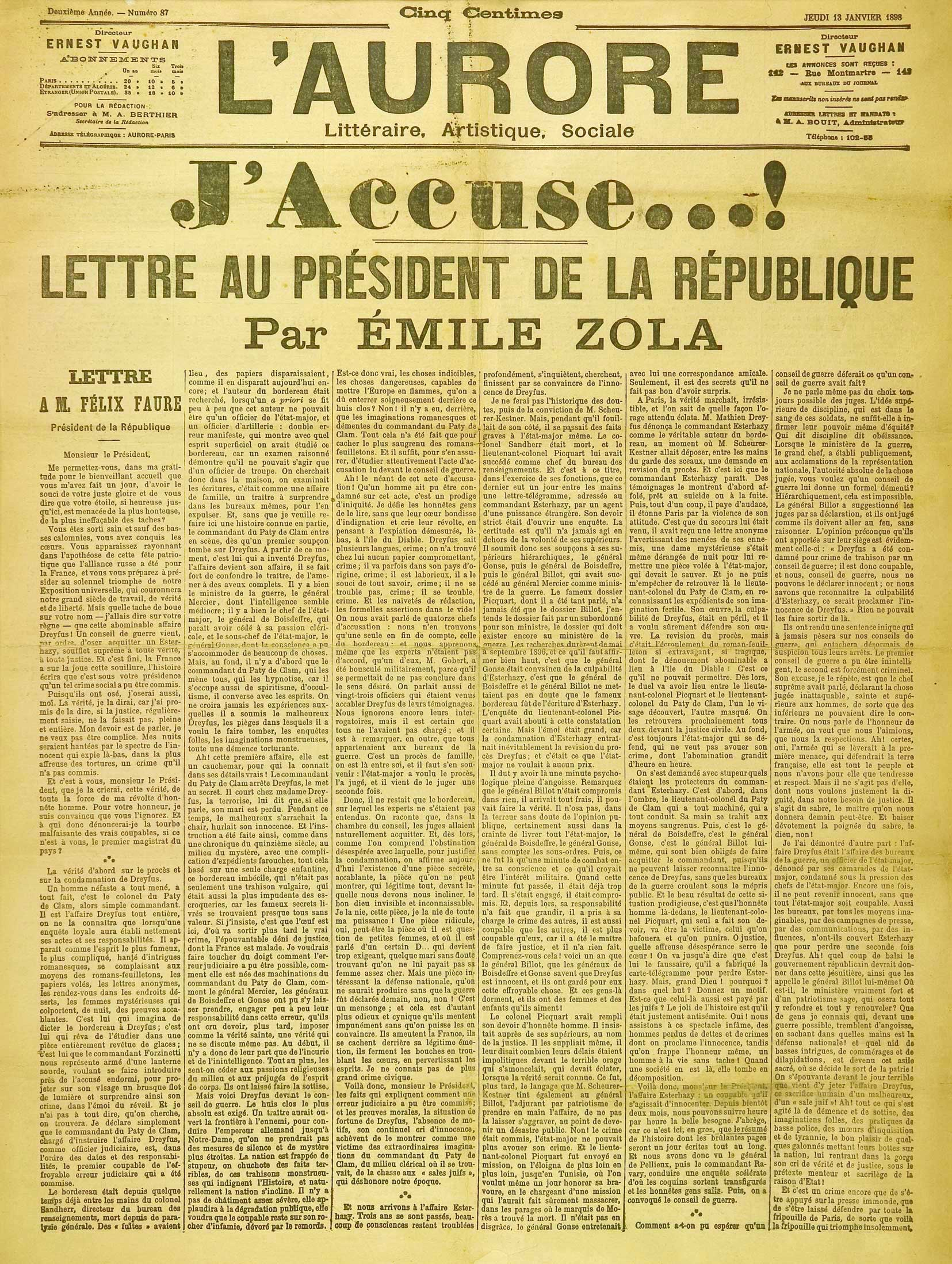
公開状が掲載されたオーロール紙の扉

『私は弾劾する』（わたしはだんがいする、フランス語: J'accuse... !, フランス語発音: [ʒaˈkyz]）は、1898年1月13日発行の新聞「オーロール」に掲載された、文豪エミール・ゾラの手による公開状である。
この公開状でゾラは、フランス大統領フェリックス・フォールに宛てて、政府の反ユダヤ主義や、スパイ容疑で終身懲役に処せられたフランス陸軍参謀本部将校アルフレド・ドレフュスの不法投獄を告発した。ゾラは、裁判の誤りと重要証拠の不足を指摘した。公開状は新聞の表面に印刷され、フランス内外で物議をかもした。ゾラは告訴され、1898年2月23日、名誉棄損で有罪となった。投獄を逃れるため、ゾラは英国に避難し、1899年6月に本国に戻った。
ドレフュスの無実を表明したものには他に、ベルナール・ラザール著『誤審：ドレフュス事件の真実』(1896年11月）がある。公開状が英語圏においてもよく知られるようになった結果、「J'accuse！」は、憤激や権力を持つ何者かに対する告発を意味する総称表現として社会一般に認識されるようになった。

## アルフレド・ドレフュス

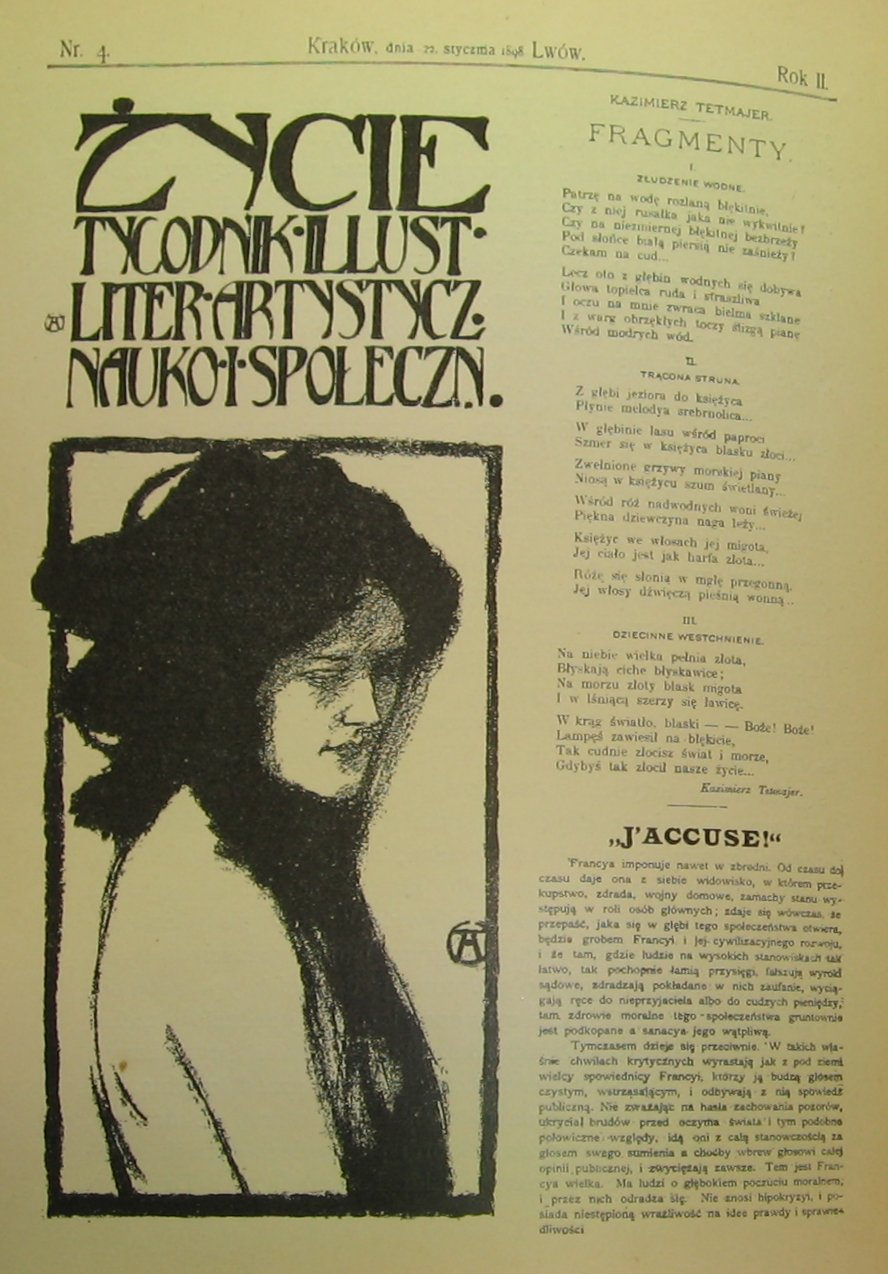
ポーランドのŻycie紙。ゾラの公開状とドレフュス事件について報道している。

アルフレド・ドレフュスは1859年、フランス北東部アルザス地域圏のミュルーズ市街地の、裕福なユダヤ人家庭に生まれた。
普仏戦争の結果、故郷がドイツ帝国に併合されるに至り、1871年にこの地を去ってパリに移り住んだ。
1894年、フランス参謀本部の砲兵長だったドレフュスは、軍事機密情報をドイツ政府に提供していた疑いをかけられた。
ドイツ大使館で掃除婦として働くフランスのスパイ、マリー・バスティアンが調査の出発点であった。
彼女はいつも郵便箱とくずかごをチェックし、怪しい文書に目を光らせていた。
その彼女が1894年に、ドイツ大使館で疑わしい文書詳細リストを手に入れ、それを指揮官のユベール＝ジョゼフ・アンリに届け出た。
彼はフランス軍参謀幕僚の諜報部に所属していた。
6つの破片に破られたリストを、マリー・バスティアンは、ドイツ軍務官マクシミリアン・フォン・シュヴァルツコッペンのくずかごから見つけ出した。
文書は調査され、主に筆跡鑑定の専門家らの証言に基づいて、ドレフュスは有罪判決を受けた。
筆跡学者らは「ドレフュスの筆跡とリストの筆跡に共通点がない のは『自己偽造』の証明である」と断定し、それを証明するため異様に詳細な図を準備した。
機密の証拠を提供した将校も同様に断定した。
ドレフュスは、非公開の軍法会議で反逆罪の有罪判決を受けたが、この間、自分に不利な証拠について調べる権利を与えられることはなかった。
フランス陸軍は屈辱的な式典を行って彼の軍籍を剥奪、南アメリカのフランス領ギアナ沿岸に位置する流刑地ディアブル島に収容した。
この当時、フランスでは反ユダヤ主義がはびこっており、家族以外でドレフュスを弁護したのは、ごく一部の人間だけだった。
1899年にドレフュスは再審のためフランスに帰国、再び有罪判決を受けたものの特赦を得た。
1906年、ドレフュスは再び上訴、有罪判決の取り消しを勝ち取る。
1906年、彼には「故のない苦難に耐えた兵士」としてレジオンドヌール勲章も授与された。

## エミール・ゾラ
エミール・ゾラは、1840年4月2日、パリに生まれた。
ゾラの主な文学作品群『ルーゴン・マッカール叢書』は、普仏戦争後ナポレオン3世統治下のフランス第二帝政期のパリ社会について描かれた、全20作の小説から成る記念碑的一群である。
ゾラはまた19世紀文学における自然主義文学の提唱者でもあった。
ゾラはフランス第三共和政の強力な支持者でもあり、レジオンドヌール勲章も授与された。
1898年1月、彼は自分の名声を投げ打つ覚悟で、アルフレド・ドレフュスのために立ち上がった。
ゾラはフランス大統領フェリックス・フォールに向けて公開状をしたため、ドレフュスに対し有罪を宣告したフランス政府の反ユダヤ主義を非難した。
彼が狙ったのは、政府が自分を名誉棄損で告訴せざるを得ないよう仕向け、広く世論に訴えることだった。
告訴が行われれば、ドレフュスに有罪判決が下される元となった証拠がいかに不確実なものか、彼の支持者が公表する機会を得られるからだった。
公開状は「J’accuse！」(「私は告発する」の意)と題され、ジョルジュ・クレマンソー主幹のリベラル派パリ日刊紙オーロールの表面に掲載された。
公開状による名誉棄損罪でゾラは告訴され、二週間後に有罪判決が下された。
彼は刑務所への収監を宣告され、レジオンドヌール勲章は剥奪された。
収監を避けるため、ゾラはイングランドに亡命し、フランス政府が瓦解するまでそこにとどまり、ドレフュスを弁護し続けた。
大統領に向けたこの有名な公開状から4年後、ゾラは煙突の排気不良による一酸化炭素中毒のため亡くなった。
1908年6月4日、ゾラの遺体はパリのパンテオンに埋葬された。

## 議論
エミール・ゾラは「アルフレド・ドレフュスのスパイ活動に対する有罪判決は誤った罪状に基づいており、冤罪である」と主張した。
事件全体の背後にアルマン・デュ・パティ・ド・クラム少佐がいると最初に指摘したのも彼だった。
ゾラは次のように述べている。
彼は、リストの文章をドレフュスに筆記させるという計画を提案した一人だった。鏡の並んだ部屋で彼を観察する案を思いついた一人だった。そして彼は、鎧戸つきの幻灯機を運んでいるのをフェルディナン・フォルツィネッティ少佐に見られた一人だった。それは睡眠中の被告人の上で開けて突然の閃光で目覚めさせ、ドレフュスに罪を自白させようとするためのものだった。
次にゾラは、裏切りについて調査がきちんとなされていれば、証拠の品のリストが、ドレフュスの所属する砲兵将校のものではなく歩兵連隊の将校のものであると、明らかになったはずだと指摘した。
ゾラはアルフレド・ドレフュスとすべての正義を強力に擁護し、次のように述べた。
閣下、これらは事実であり、この誤審がどのように生まれたかを説明するものであります。ドレフュスの性格、彼の富、動機の欠如に併せ、彼が終始一貫、無実を主張していることから、ドレフュスは、アルマン・デュ・パティ・ド・クラム少佐の不気味な想像力と、彼を取り巻く宗教的な仲間、そして現代の社会悪である「汚いユダヤ人」という強迫観念の犠牲者であることは明らかであります。
調査が進むとゾラは、フェルディナン・ヴァルザン・エステルアジ少佐こそ事件の真犯人であり、その証拠もあるが、「参謀本部そのものが有罪でない限り」彼が有罪だとは知られておらず、そのため陸軍省はエステルアジを庇ったのだろうと指摘した。
公開状の最期でゾラは、ジャン＝バティスト・ビヨー将軍がドレフュス無実の絶対的証拠を握り潰して真実を覆したのだと訴えた。
彼は、ラウル・ル・モートン・ド・ボワデフル将軍とシャルル・アルチュール・ゴーンス将軍2人の、ドレフュスに対する宗教的偏見についても指摘している。
ゾラは、ベローム、ヴァリナール、クアールの3人の筆跡鑑定家についても、「健康診断で彼らの視力と判断力に重大な不備が見つからない限り」欺瞞に満ちた虚偽の報告を提出したのだと指摘した。
ゾラは最後に、第1回の軍法会議は非公開文書に基づいてドレフュスに有罪判決を下したもので違法であり、第2回の軍法会議はエステルアジ少佐を故意に放免した犯罪行為であると告発した。

## 波及
- 1915年、ドイツの平和主義者リヒャルト・グレリング（英語版）は『私は弾劾する！』（ J'Accuse! ）と題した本を著し、ドイツ帝国の行動を非難した。
- 1919年、映画監督のアベル・ガンスは第一次世界大戦への抗議として映画『戦術の呪（英語版）』（原題 J'Accuse ）を発表、国際的名声を得た。

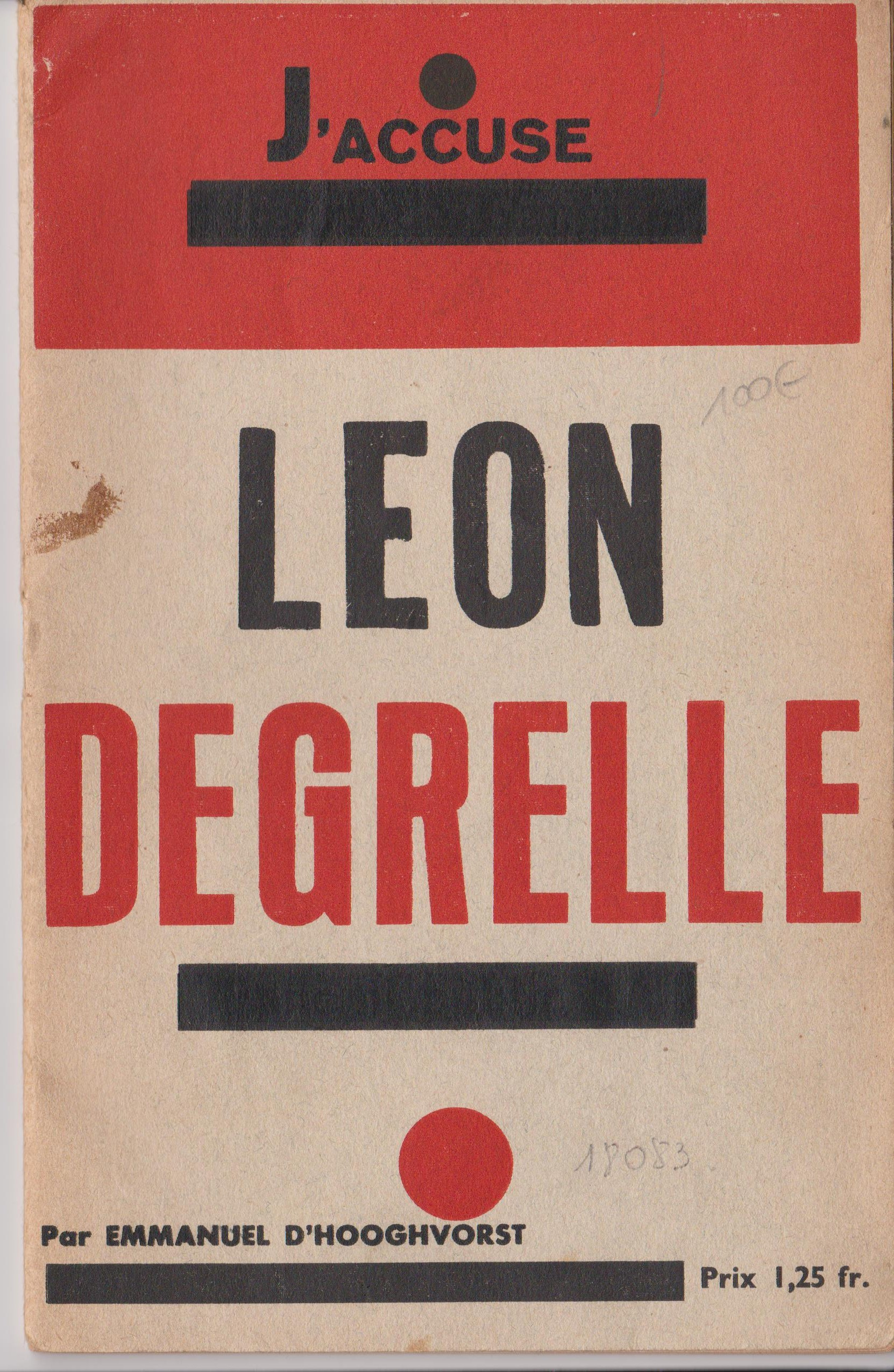
『レオン・ドグレルを弾劾する』

- 1935年、ベルギーのファシズムの政治家レオン・ドグレル（フランス語版）は、セーハース（Paul Segers）大臣を「複数の肩書きを掛け持ち、あくどい銀行家で貯金泥棒、臆病者」だとして抗議文『セーハース氏を弾劾する（J'accuse M. Segers）』を発表し[7]、一方、錬金術師・哲学者のEmmanuel d'Hooghvorstは1936年に『レオン・ドグレルを弾劾する（J'accuse Léon Degrelle）』を発表して彼のレクシズムの思惑を暴いた[8]。
- 1950年の復活祭の日に、レトリスム運動のメンバーがノートルダム大聖堂の会衆の前で、神の死を宣言した。ミシェル・モーレは「私は弾劾する」（ J'accuse ）という言いまわしを使って、カトリック教会の不正を告発した。
- 1954年、ロバート・オッペンハイマーがアメリカ原子力委員会から機密安全保持疑惑を追及されていた時期、ジャーナリストのアルソープ兄弟はハーパーズ・マガジン誌に『私たちは弾劾する！』（ We Accuse! ）と題する記事を書き、オッペンハイマーは同委員会委員長ルイス・ストローズの些細な悪意の犠牲者にすぎないとして、彼を弁護した[9]。
- 1982年、コメンタリー（英語版）誌の編集者ノーマン・ポドレツは1982年イスラエルのレバノン侵攻の際、過度にイスラエルを批判する裏には反ユダヤ主義があるという記事に『私は弾劾する』（ J'Accuse ）のタイトルを付けた[10]。
- 1998年、オーストラリアのテレビ番組 The Games の第9回『私は弾劾する』（ J'Accuse, 同年10月12日放映）に、ジャック・ヒューズという人物が登場した。内容は風刺で、とりわけシドニーオリンピック開催に関する腐敗に批判的であった。ジャック・ヒューズという登場人物はスキャンダルや腐敗を追及するジャーナリストで、主人公のいらだちの元だった。
- 2000年10月、フィリピン元老院のテオフィスト・ギンゴナは上院で『私は弾劾する』（ I Accuse ）と題する特権スピーチを行い、当時の大統領ジョセフ・エストラーダがフェテンと呼ばれる非合法な数当て賭博で知人が数十億ペソを運用するのを見逃したと告発した。この告発は、2001年のエストラーダ弾劾につながった。ギンゴナ上院議員は指名を受け、フィリピン元老院により満場一致で次回副大統領に選出された。最終的に、エストラーダ辞任により副大統領グロリア・アロヨが大統領に昇格、彼が副大統領に就任した。
- 2003年、イスラエルの詩人アハロン・シャブタイは『Politika』『Artzenu』の2つから、ピーター・コールの翻訳による詩集『J'Accuse』を出版した。
- 2008年、映画監督ピーター・グリーナウェイは『レンブラントの告発 名画「夜警」に隠された31の秘密』（ Rembrandt's J'Accuse ）というタイトルのドキュメンタリーを発表した。これは彼の映画『レンブラントの夜警』の続編で、レンブラントの名画『夜警』には、登場人物の何人かによる殺人の手掛かりが残されているとするグリーナウェイの理論が示される。
- 2012年、当時のオーストラリア首相ジュリア・ギラードはオーストラリア連邦議会で、野党党首トニー・アボットの性差別や女性蔑視を告発する有名な女性差別糾弾のスピーチ『j'accuse speech』を行った。これに対し副首相ウェイン・スワンは「ギラード首相は極めて優れたリーダー」だと語った[11]。